# Oona O'Neillová
Oona O'Neillová Chaplinová [úna ounýlová] také Lady Chaplinová (14. května 1925 Warwick Parish, Bermudy – 27. září 1991 Corsier-sur-Vevey, Švýcarsko) byla americkou herečkou a také čtvrtou a poslední manželkou Charlie Chaplina, s nímž žila od roku 1943 až do jeho smrti v roce 1977.

## Životopis
Narodila se na Bermudách, kam se její rodiče přestěhovali, protože ostrovy považovali za ideální místo pro psaní literatury. Byla třetím a nejmladším dítětem, zároveň jedinou dcerou spisovatele Eugena O'Neilla, nositele Nobelovy ceny za literaturu a nositele Pulitzerovy ceny. Její matkou byla spisovatelka Agnes Boultonová. S otcem si přála mít dobré vztahy, ale vídali se pouze zřídka. Její rodiče se nakonec rozešli, když ji byly dva roky. Za dva další roky se oficiálně rozvedli, tudíž ji vychovávala pouze matka. Po zbytek svého života se Oona O'Neillová neúspěšně pokoušela obnovit kontakt se svým otcem.
V mládí navštěvovala soukromou školu Brearley School v New Yorku. V létě 1941 se seznámila s Jerome Davidem Salingerem s nímž měla krátký milostný vztah. Byla považována za jeho velkou lásku. Vztah mezi nimi byl popsán v románu Oona a Salinger francouzského spisovatele Frédérica Beigbedera. Jejich vztah skončil, když se seznámila s Charlie Chaplinem. Jako mladá odcestovala do Hollywoodu se záměrem stát se herečkou. Nejprve poslala žádosti různým modelingovým agenturám a následně si sjednala schůzku s Charlie Chaplinem, u něhož chtěla získat práci herečky, ale při setkání s ním se situace změnila ve vzájemnou lásku. O svých 18. narozeninách se za Charlie Chaplina v Santa Barbaře provdala. Tento sňatek velmi rozzlobil jejího otce, který se rozhodl dceru vydědit, i když se jinak o ni vůbec nezajímal. Vadilo mu, že si vzala o 35 let staršího muže, který byl již třikrát rozvedený a ještě měl pověst sukničkáře. Jenže situace se po jejich svatbě změnila, Oona se vzdala své kariéry herečky a pomáhala v práci svému muži, objevila se pouze v menší roli ve filmu Světla ramp. I Charlie Chaplin se usadil a tak žili ve spokojeném manželství. Na počátku 50. let 20. století se její muž stal obětí mccarthismu, a tak mu v roce 1953 při pobytu v zahraničí nebyl umožněn návrat domů do Spojených států amerických, proto se s ním rozhodla usadit v Corsier-sur-Vevey, nedaleko Ženevského jezera. Do Spojených států amerických se vrátila jen proto, aby rozprodala jejich majetek a vzdala se občanství. Pak se vrátila ke svému muži do Švýcarska. Ještě jednou společně se svým mužem Charlie Chaplinem se do Spojených států amerických vrátila a to v roce 1972, když byl Charlie Chaplinovi udělen čestný Oscar za celoživotní dílo. Po ceremoniálu se vrátili zpět do Švýcarska, které se stalo již jejich domovem až do jejich smrti. Jejich manželství vydrželo 34 let. Po smrti Charlie Chaplina v roce 1977 se ještě jednou objevila ve filmu, když v roce 1981 ztvárnila matku hlavní postavy Sarah ve filmu Broken English.

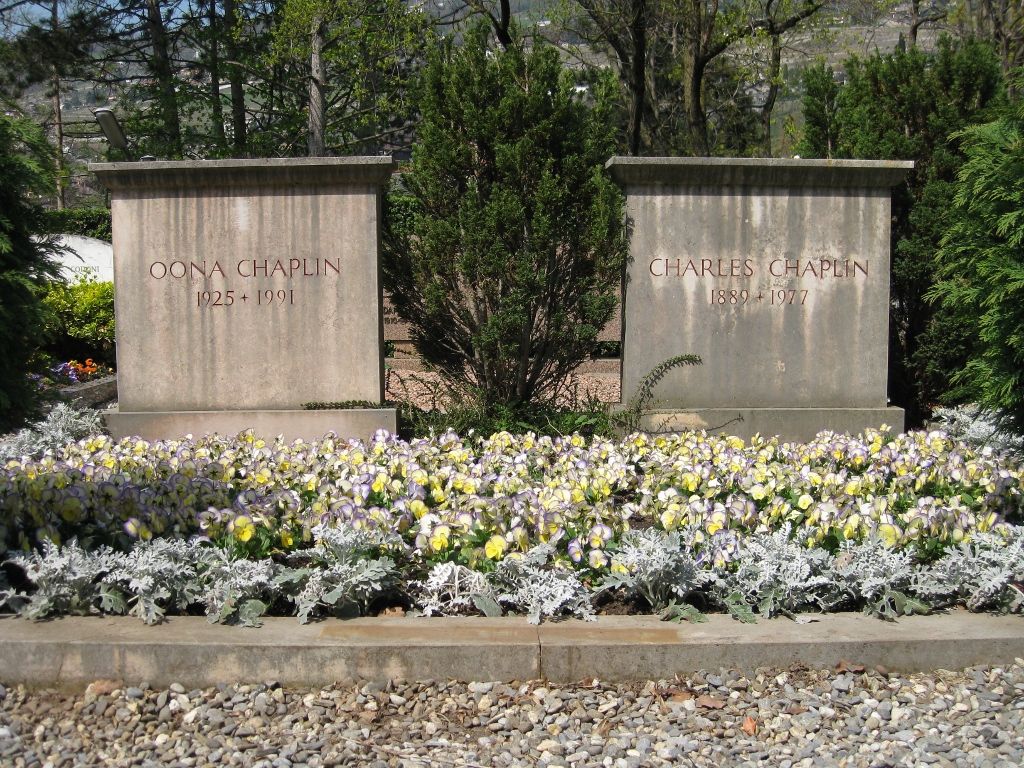
Hrob Oony O'Neillové a jejího muže Charlie Chaplina

Zemřela v roce 1991 na rakovinu slinivky. Je pohřbena vedle svého muže na hřbitově v Corsier-sur-Vevey.

## Potomci
Spolu s Charlie Chaplinem měli osm dětí, které se narodily mezi lety 1944 až 1962. Nejstarší je Geraldine Chaplinová, pak následoval Michael Chaplin, Josephine Chaplinová, Victoria Chaplinová, Eugene Chaplin, Jane Chaplinová, Annette Chaplinová a Christopher Chaplin. Herečky Carmen Chaplinová, Kiera Chaplinová a Oona Castilla Chaplinová jsou jejími vnučkami.